# Emil Mustafayev
Emil Ramil oğlu Mustafayev (in ucraino Еміль Рамільович Мустафаєв?; Kirovohrad, 24 settembre 2001) è un calciatore azero con cittadinanza ucraina, centrocampista del Polіssja Žytomyr.

## Carriera

### Club
Cresciuto nell'Oleksandrija, ha esordito in prima squadra il 9 maggio 2021, nella partita di campionato persa per 2-1 contro lo Zorja; il 22 giugno seguente firma il primo contratto professionistico, di durata biennale. Il 26 giugno 2023 si trasferisce da svincolato al Polіssja Žytomyr, con cui firma un quadriennale. Il 24 gennaio 2025 viene ceduto in prestito al Čornomorec', con cui tuttavia retrocede al termine della stagione.

### Nazionale
Ha esordito con la nazionale azera il 22 marzo 2024, nell'amichevole vinta per 1-0 contro la Mongolia.

## Statistiche

### Presenze e reti nei club
Statistiche aggiornate al 15 agosto 2025.
| Stagione                | Squadra                 | Campionato              | Campionato | Campionato | Coppe nazionali | Coppe nazionali | Coppe nazionali | Coppe continentali | Coppe continentali | Coppe continentali | Altre coppe | Altre coppe | Altre coppe | Totale | Totale | Totale |
| Stagione                | Squadra                 | Comp                    | Pres       | Reti       | Comp            | Pres            | Reti            | Comp               | Pres               | Reti               | Comp        | Pres        | Reti        | Pres   | Reti   |        |
| ----------------------- | ----------------------- | ----------------------- | ---------- | ---------- | --------------- | --------------- | --------------- | ------------------ | ------------------ | ------------------ | ----------- | ----------- | ----------- | ------ | ------ | ------ |
| mag. 2021               | Oleksandrija            | PL                      | 1          | 0          | CU              | -               | -               | -                  | -                  | -                  | -           | -           | -           | 1      | 0      |        |
| 2021-2022               | Oleksandrija            | PL                      | 4          | 0          | CU              | 2               | 2               | -                  | -                  | -                  | -           | -           | -           | 6      | 2      |        |
| 2022-2023               | Oleksandrija            | PL                      | 19         | 2          | -               | -               | -               | -                  | -                  | -                  | -           | -           | -           | 19     | 2      |        |
| Totale Oleksandrija     | Totale Oleksandrija     | Totale Oleksandrija     | 24         | 2          |                 | 2               | 2               |                    | -                  | -                  |             | -           | -           | 26     | 4      |        |
| 2023-2024               | Polіssja Žytomyr        | PL                      | 19         | 3          | CU              | 3               | 0               | -                  | -                  | -                  | -           | -           | -           | 22     | 3      |        |
| 2024-gen. 2025          | Polіssja Žytomyr        | PL                      | 10         | 0          | CU              | 0               | 0               | UCoL               | 2                  | 0                  | -           | -           | -           | 12     | 0      |        |
| Totale Polіssja Žytomyr | Totale Polіssja Žytomyr | Totale Polіssja Žytomyr | 29         | 3          |                 | 3               | 0               |                    | 2                  | 0                  |             | -           | -           | 34     | 3      |        |
| gen.-giu. 2025          | Čornomorec'             | PL                      | 11         | 0          | CU              | -               | -               | -                  | -                  | -                  | -           | -           | -           | 11     | 0      |        |
| Totale carriera         | Totale carriera         | Totale carriera         | 64         | 5          |                 | 5               | 2               |                    | 2                  | 0                  |             | -           | -           | 71     | 7      |        |

## Statistiche

### Cronologia presenze e reti in nazionale
| Cronologia completa delle presenze e delle reti in nazionale ― Azerbaigian | Cronologia completa delle presenze e delle reti in nazionale ― Azerbaigian | Cronologia completa delle presenze e delle reti in nazionale ― Azerbaigian | Cronologia completa delle presenze e delle reti in nazionale ― Azerbaigian | Cronologia completa delle presenze e delle reti in nazionale ― Azerbaigian | Cronologia completa delle presenze e delle reti in nazionale ― Azerbaigian | Cronologia completa delle presenze e delle reti in nazionale ― Azerbaigian | Cronologia completa delle presenze e delle reti in nazionale ― Azerbaigian |
| Data                                                                       | Città                                                                      | In casa                                                                    | Risultato                                                                  | Ospiti                                                                     | Competizione                                                               | Reti                                                                       | Note                                                                       |
| -------------------------------------------------------------------------- | -------------------------------------------------------------------------- | -------------------------------------------------------------------------- | -------------------------------------------------------------------------- | -------------------------------------------------------------------------- | -------------------------------------------------------------------------- | -------------------------------------------------------------------------- | -------------------------------------------------------------------------- |
| 22-3-2024                                                                  | Baku                                                                       | Azerbaigian                                                                | 1 – 0                                                                      | Mongolia                                                                   | Amichevole                                                                 | -                                                                          | 59’ 89’                                                                    |
| 25-3-2024                                                                  | Baku                                                                       | Azerbaigian                                                                | 1 – 1                                                                      | Bulgaria                                                                   | Amichevole                                                                 | -                                                                          | 62’                                                                        |
| 7-6-2024                                                                   | Szombathely                                                                | Albania                                                                    | 3 – 1                                                                      | Azerbaigian                                                                | Amichevole                                                                 | -                                                                          | 69’ 73’                                                                    |
| 11-6-2024                                                                  | Szombathely                                                                | Azerbaigian                                                                | 3 – 2                                                                      | Kazakistan                                                                 | Amichevole                                                                 | -                                                                          | 84’                                                                        |
| 8-9-2024                                                                   | Košice                                                                     | Slovacchia                                                                 | 2 – 0                                                                      | Azerbaigian                                                                | UEFA Nations League 2024-2025 - 1º turno                                   | -                                                                          | 45’                                                                        |
| Totale                                                                     |                                                                            | Presenze                                                                   | 5                                                                          |                                                                            | Reti                                                                       | 0                                                                          |                                                                            |